# Imantodes cenchoa
Imantodes cenchoa är en ormart som beskrevs av Carl von Linné 1758. Imantodes cenchoa ingår i släktet Imantodes och familjen snokar.
Arten förekommer från södra Mexiko över Centralamerika till Brasilien och Paraguay. Den är i bergstrakter som högst upp till 1600 meter över havet. Honor lägger ägg.

## Underarter
Arten delas in i följande underarter:
- I. c. cenchoa
- I. c. leucomelas
- I. c. semifasciatus